# Nigerijská medaile za nezávislost
Nigerijská medaile za nezávislost (anglicky: Nigerian Independence Medal) je pamětní medaile založená roku 1960 na paměť zisku nezávislosti Nigérie.

## Historie a pravidla udílení
Medaile byla založena 30. září 1960 při příležitosti vyhlášení nezávislosti Nigérie a její vznik schválila královna Alžběta II. Udělena byla příslušníkům Královských nigerijských vojenských sil, Královského nigerijského námořnictva a policie, kteří byli ve službě dne 1. října 1960. Udělena byla i příslušníkům britských pozemních sil, kteří byli v té době přiděleni u nigerijských jednotek.

## Popis medaile
Medaile kulatého tvaru je vyrobena z mědiniklu. Na přední straně je portrét královny Alžběty II. Na zadní straně je státní znak Nigérie a nápis NIGERIA INDEPENDENCE, 1ST OCTOBER 1960.
Stuha se skládá ze dvou pruhů zelené barvy, mezi nimiž je stejně široký pruh bílé barvy.